# Hurlacher Heide
Bei der Hurlacher Heide handelt es sich um eine Halbtrockenrasenfläche in unmittelbarer Lechnähe. Grundeigentümer ist die Marktgemeinde Kaufering. Die bedrohte Magerrasenvegetation verdankt ihre Entstehung den eiszeitlichen Schwemmschottermassen des Lechs und des Lechgletschers. Von Mai bis Juli dürfen die Heideflächen nur auf den gekennzeichneten Wegen betreten werden – es gilt ein eingeschränktes Betretungsrecht. Im Schutzgebiet befindet sich der KZ-Friedhof Kaufering.

## Lage
Die Hurlacher Heide liegt zwischen Augsburg und Landsberg am Lech an der Lechstaustufe 18 und ist dort in einem auwaldartigen Uferbereich eingebettet. Im Norden grenzt das Schutzgebiet an den Lech, der dort eine Schleife macht. Im Osten schließt der mit Wald flankierte KZ-Friedhof an. Das Areal wird wiederum vom Deich des Stausees mit der darauf liegenden Zufahrtsstraße zum Laufwasserkraftwerk Kaufering begrenzt. Im Süden endet die Heide ebenfalls an einem Waldstreifen, der durch die Straße von der ehemaligen Bundesstraße 17 zum Parkplatz eingefasst wird. Der Auwald an der westlichen Grenze folgt dem Lech flussabwärts gen Norden.

## Beschreibung
Das Heidegebiet liegt im eingegrabenen und tiefliegenden Lechfeld. Es ist umgeben von ca. 15 m hohen Hängen des ehemaligen Lechbettes. Auf der Magerrasenfläche finden sich zahlreiche seltene Tier- und Pflanzenarten. Aufgrund des kalkigen Lechschotters im Untergrund siedeln kalkholde Pflanzen, darunter auch geschützte Orchideen. Die Hurlacher Heide zählt zum Kerngebiet der Lechheiden, einem Überbegriff für zahlreiche Trockenrasen auf 160 km entlang des Lechs. Infolge des geplanten Biotopverbundes, eine Initiative von "Lebensraum Lechtal", soll sich ihre Fläche in naher Zukunft vergrößern, da sie mit naheliegenden Trockenhängen verbunden werden soll. Im lechnahen Bereich des unter Naturschutz stehenden Gebietes befindet sich eine in Regeneration befindliche Schotterheide. Solche stark besonnten Standorte sind die bevorzugte Heimat der hier vorkommenden Schlingnatter.

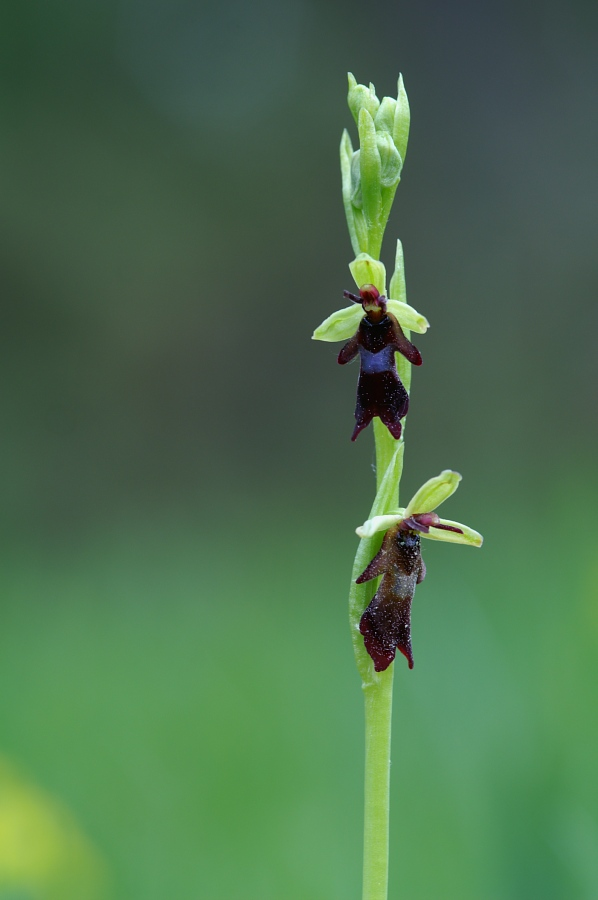
Fliegen-Ragwurz Ophrys insectifera
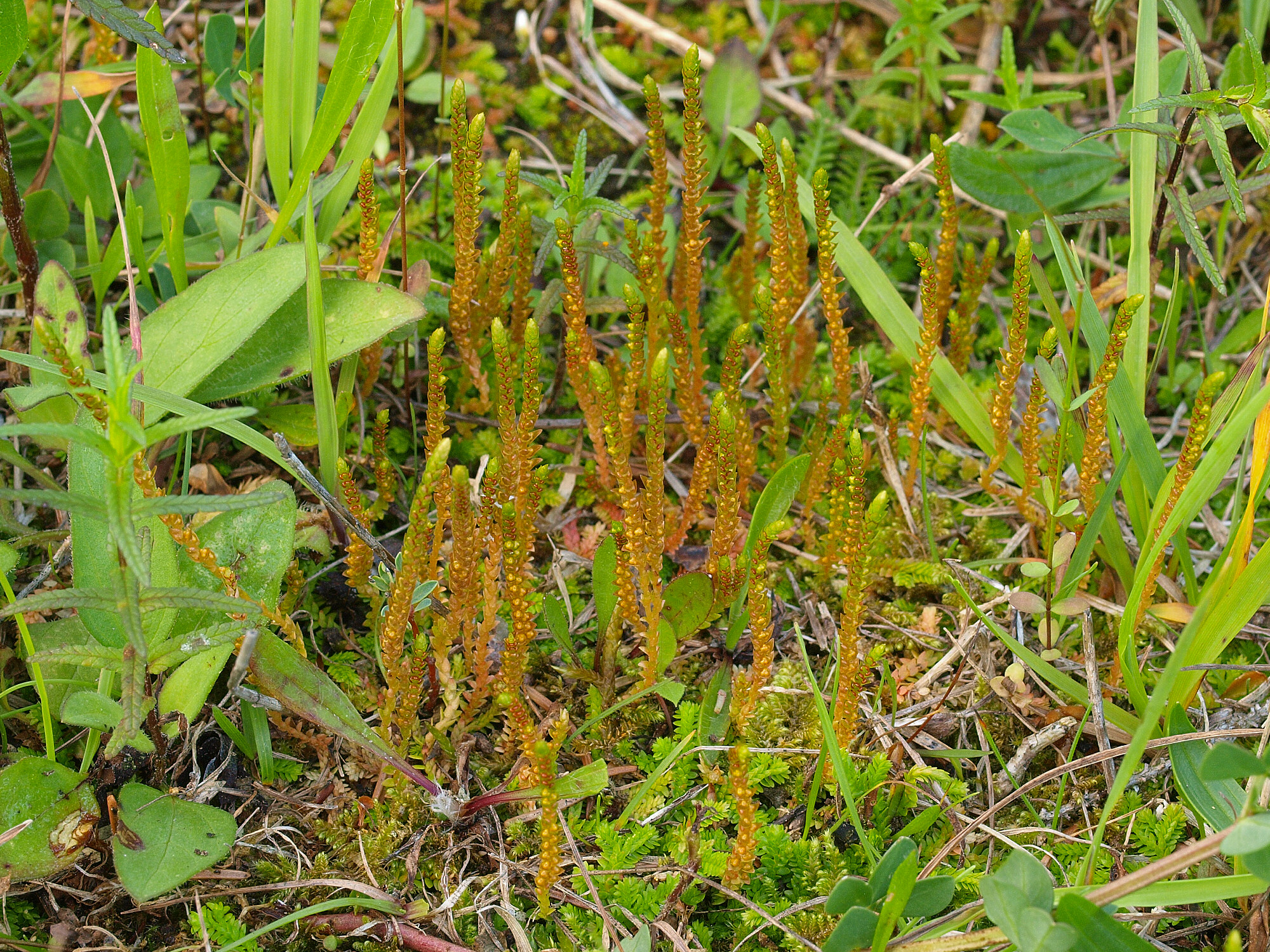
Schweizer Moosfarn Selaginella helvetica

## Einzelnachweis
1. ↑  
Landratsamt Landsberg am Lech: Verordnung über die befristete Beschränkung und Regelung des Betretungsrechts in der „Hurlacher Heide“ in der Gemarkung und Gemeinde Kaufering. (PDF; 369 kB) 14. Mai 2007, abgerufen am 15. Januar 2014.